# Schachtabsenkanlage
Eine Schachtabsenkanlage (engl. Vertical Shaft Sinking Machine) ist eine maschinelle Einrichtung, mit der Schächte erstellt werden können. Schachtabsenkanlagen sind für Schächte mit einer maximalen Teufe von 150 Metern geeignet. Die Maschine kann sowohl im Festgestein als auch im Lockergestein, zum Teil auch unter Wasser, eingesetzt werden.

## Aufbau
Die Schachtabsenkanlage besteht aus zwei Teileinheiten, einer Schachtbohrmaschine und einer Absenkeinheit. Die vertikal angeordnete Schachtbohrmaschine ist mit einem Schrämkopf ausgestattet. An dem Schrämkopf sind als Schrämmeißel spezielle Rundschaftmeißel, die für hohe Gesteinsfestigkeiten geeignet sind, angebracht. Der Schrämkopf ist an einem Schrämarm so angebracht, dass er um die eigene Achse rotieren kann. Der Schrämarm ist teleskopierbar und lässt sich, ähnlich wie bei einer Teilschnittmaschine, hin- und herschwenken. Durch die Beweglichkeit des Schrämarmes lässt sich der Schrämkopf auf kreisförmigen Bahnen führen. Der Schrämkopf wird elektrohydraulisch angetrieben und hat eine Antriebsleistung von 110 Kilowatt. Über der Bohreinheit befindet sich der Platz für den Maschinenfahrer, der mittels Steuerhebeln die Schachtbohrmaschine bedient. Über der Bohreinheit befindet sich die Absenkeinheit, diese stellt die Verbindung zwischen der Schachtbohrmaschine und über Tage dar. Sie ist an der Schachtoberfläche fest im Fundament verankert. Die Einheit besteht aus einem Stahlrahmen, an dem sich vier Zugstangen befinden, die die Bohreinheit im Schacht auf und ab bewegen können. Die Zugstangen sind drei Meter lang und werden mittels Hydraulikzylinder bewegt. Zusätzlich ist die Absenkeinheit mit sogenannten Gripperarmen ausgestattet, mit denen die Maschine gegen das standfeste Gebirge oder gegen die Startröhre verspannt wird. Die Grippereinheiten werden hydraulisch betrieben und dienen dazu, die Maschine im Schacht zu stabilisieren. Der erforderliche Anpressdruck wird mittels Hydraulikzylindern erbracht. Damit das Bohrklein abgefördert werden kann, ist die Maschine mit einem Seilbagger mit Schalengreifer ausgestattet, der von einer weiteren Person von einer Arbeitsplattform aus bedient wird. Mit dem Schalengreifer wird das Bohrgut in einen Förderkübel gefüllt, der ein Fassungsvermögen von 1,5 m3 hat. Der Förderkübel wird durch einen übertägig angebrachten Kran im Schacht auf und ab bewegt und so das Bohrgut nach über Tage gefördert. Die Schachtabsenkanlagen können auch mit einer Anlage ausgestattet werden, mit der das Bohrklein hydraulisch über Rohrleitungen abgepumpt und einer Separationsanlage zugeführt wird.

## Arbeitsweise
Mit dem rotierenden Schrämkopf wird das Gestein aus dem Gebirge herausgelöst. Der Schrämarm wird während des Schneidvorgangs in kreisförmigen Bahnen über die Schachtsohle bewegt, dadurch kann der runde Schachtquerschnitt erstellt werden. Das gelöste Gestein wird nach dem Schneidvorgang mit dem Schrämwerkzeug zum Abtransport weitergeleitet. Hierfür wird das gelöste Gestein mit dem Schneidarm und dem rotierenden Schneidkopf bis zum unteren Umkehrpunkt des Seilbaggers gelenkt. Mit dem Schalengreifer wird das Haufwerk aufgenommen und bis zu acht Meter angehoben. Dann wird die Schaufel geöffnet und das Haufwerk fällt über eine Rutsche in den Förderkübel. Sobald der Förderkübel gefüllt ist, wird er nach über Tage gehoben, dort entleert und wieder nach unten gefördert. Dieser Vorgang wird stetig wiederholt, bis der Schneidarm nicht mehr auf die Schachtsohle reicht. Dann muss die Bohreinheit mit Hilfe der Absenkeinheit abgesenkt werden. Hierfür wird die Bohreinheit mittels der Zugstangen nach unten gesenkt. Sind die Zugstangen komplett auf ihre Länge von drei Metern ausgefahren, müssen sie um weitere Zugstangen verlängert werden. Um die Schachtstöße abzusichern, werden oberhalb der Bohreinheit, in regelmäßigen Abständen von 0,7 bis einem Meter, Tübbinge als Schachtausbau eingebracht. Diese werden mit Gebirgsankern im Gestein gesichert. Die Zwischenräume zwischen dem Gestein und den Tübbingen werden mit Mörtel verpresst. Diese Vorgänge werden zyklisch wiederholt, bis der Schacht fertig gestellt ist. Anschließend wird die Bohreinheit in zwei Teile zerlegt und nach über Tage gefördert.

## Einsatzbereiche und Leistungsdaten
Die Schachtabsenkanlage kann sowohl in standfestem als auch in nicht standfestem Gebirge verwendet werden. Es können Gesteine mit einer Festigkeit von bis zu 85 MPa geschnitten werden. Je nach Maschinentyp können Schächte mit einem Durchmesser von 2,5 bis zu acht Metern erstellt werden. Der maximale Schnittdurchmesser beträgt 8,8 Meter. Die elektrische Leistung der gesamten Maschine beträgt 300 Kilowatt, die hydraulische Leistung liegt bei 400 Kilowatt. Das maximale Drehmoment der Bohreinheit beträgt 30 Kilonewton. Die Maschine kann auch unter Wasser eingesetzt werden. Dies ist von großem Vorteil, wenn aufgrund des Grundwasserdrucks Grundbrüche entstehen können. Die durchschnittliche Teufleistung beträgt 2,5 Meter pro 10 Stunden, es sind auch maximale Teufleistungen von bis zu sechs Metern möglich. Die Maschine wird überwiegend für geringere Teufen bis 100 Metern eingesetzt.